# کلریل
در شیمی، کلریل(به انگلیسی: Chloryl) یک کاتیون سه اتمی با فرمول شیمیایی ClO+
2 است. این گونه شیمیایی از ساختار کلی مشابه کلریت برخوردار است (ClO−
2) اما از نظر بار الکتریکی متفاوت است، زیرا در این کاتیون کلر حالت اکسایش ۵+ (به جای ۳+ در کلریت) دارد. این موضوع باعث تشکیل نمونه ای نادر از اکسی‌کلراید با بار الکتریکی مثبت می‌شود. ترکیبات کلریل، مانند FClO
2 و [ClO2][RuF6] ، همه بسیار واکنش پذیر هستند و با آب و بیشتر ترکیبات آلی به شدت واکنش نشان می‌دهند.